# Friedrich August Wernicke
Friedrich August (Eduard) Wernicke (geboren am 29. November 1794 in Breslau, Provinz Schlesien; gestorben am 12. Mai 1819 in Berlin) war ein deutscher Klassischer Philologe, Sprachwissenschaftler und Archäologe.

## Leben und Werk
Wernicke studierte ab 1810 Philologie bei August Boeckh an der Universität Berlin. Von 1811 bis 1812 war er Mitglied der philologischen Gesellschaft der Berliner Universität, die 1812 in das philologische Seminar überging, dem Wernicke bis 1814 angehörte. Mit seinen Freunden Eduard Gerhard und Moritz Hermann Eduard Meier gab er 1817 zwei mit polemischer Intention verfasste Hefte Philologische Blätter heraus, die in Breslau erschienen. Ihre Beiträge – Wernicke schrieb unter den Pseudonymen Hipponax, Verus und Malchus – richteten sich vor allem gegen die von Gottfried Hermann und seinen Schülern vertretene Wortphilologie sächsischer Schule. Dieser philologische Methodenstreit setzte sich bis ins 20. Jahrhundert fort.
Am 20. September 1817 wurde Wernicke in Berlin promoviert. Von 1818 bis zu seinem frühen Tod wirkte Wernicke als Privatdozent an der Universität Berlin. Nach seinen Studien zu Triphiodoros und den späten Formen des Hexameters in der antiken Dichtung wandte er sich der deutschen Prosodie und Verskunst zu. Diesem Thema galt auch seine erste Vorlesung an der Universität Berlin. 1818 veröffentlichte er in der Literaturzeitschrift Wünschelruthe die Erzählung von Hans Wohlgemut, die als früheste Fassung des bekannten Märchens Hans im Glück gilt. Seine Studien zu Triphiodoros wurden nach seinem Tod von Karl Gottlob Zumpt zur Veröffentlichung gebracht.
Friedrich August Wernicke war ein Bruder von Julius Wernicke.

## Veröffentlichungen
- Excerpta ex commentario in Tryphiodori versum I–LXIII. Dissertation Berlin 1817.
- Hans Wohlgemut. Eine Erzählung aus dem Munde des Volkes. In: Heinrich Straube, Johann Peter von Hornthal (Hrsg.): Wünschelruthe. Januar bis Juni 1818 und Zugabe Nro. 1–4. Vandenhoeck & Ruprecht, Göttingen 1818 (Volltext bei Wikisource).
- Tryphiodorus: Excidium Ilii. Herausgegeben von Friedrich August Wernicke. Fleischer, Leipzig 1819 (postum; Digitalisat).